# Los títeres
Los títeres es una telenovela dramática chilena creada y escrita por el dramaturgo Sergio Vodanović, producida por Ricardo Larenas, dirigida por Óscar Rodríguez, bajo el núcleo de contenidos de Ricardo Miranda. Fue transmitida por Canal 13 y Teleamazonas desde el 4 de marzo hasta el 16 de julio de 1984.
Es protagonizada por Claudia Di Girolamo y Gloria Münchmeyer. Con las actuaciones de Mauricio Pesutic, Cristián Campos, Silvia Santelices, Jorge Yáñez, Soledad Pérez, Eduardo Barril, Rebeca Ghigliotto, Edgardo Bruna y Roberto Poblete.
La telenovela se convirtió en el segundo éxito de taquilla en horario vespertino tras La madrastra. Es popularmente reconocida «la mejor telenovela chilena de todos los tiempos», gracias a su compleja estructura argumental, que incluía saltos temporales y ambigüedades ente el rol de la heroína-víctima y la villana, junto con una particular profundidad en la psicología de los personajes y una fuerte crítica al materialismo; todo esto es herencia de su autor Sergio Vodanovic, reconocido dramaturgo teatral, que incursionaba por primera vez en el guion melodramático, tras un silencioso debut como autor de miniseries.
Los títeres es una reconocida influencia para autores de teleseries en la actualidad, particularmente para Pablo Illanes, quien se inspiró en esta obra para crear Fuera de control (1999) y ha manifestado su interés por llevarla al cine junto al director Sebastián Campos.[cita requerida]

## Argumento
Artemisa Mykonos (Claudia Di Girólamo) es una adolescente de 17 años que, durante el año 1962, llega a Chile desde Ecuador junto a su padre Constantino (Walter Kliche), un inmigrante griego dotado de una cuantiosa fortuna con la que ayuda a Elías Godan (Aníbal Reyna), un lejano pariente suyo que atraviesa una severa crisis económica, haciéndose socio de su industria textil. Mientras tanto, Artemisa se debate entre dos amores: Néstor Vera (Mauricio Pesutic), un escritor literato quien fue el amor de su vida, y Hugo González (Cristián Campos), un estudiante de medicina, hijo de Gabriela (Gabriela Medina), una humilde sirvienta que trabaja en la casa de Elías.
Artemisa conoce a un grupo de jóvenes que, de una u otra manera, le impiden ser feliz. Entre ellos está la hija y heredera de Elías, Adriana Godan (Paulina García y Gloria Münchmeyer), maquiavélica adolescente que ve en Artemisa una rival en todo aspecto, por lo que decide hacerle la vida imposible, pese a que ambas son primas; esto es influenciado por el desdén de su padre por no ser el hijo varón que tanto deseaba, lo cual la lleva a ver a Artemisa como una amenaza. Una de sus "travesuras" consiste en fotografiarla desnuda sin su consentimiento, y mandarle los resultados a Constantino.
La sociedad formada por Constantino y Elías no da buenos frutos. El inmigrante griego es estafado y luego, afectado por este hecho y las trampas de Adriana, fallece en un accidente automovilístico. Otra cruel broma planificada por Adriana obliga a Artemisa a huir de vuelta a Ecuador, donde intenta olvidar lo vivido en Chile sin su padre, con el odio de su familia y un trauma que la marcará por el resto de su vida.
Veinte años después Artemisa vuelve a Chile, convertida en una próspera y bellísima empresaria y socialité. No sólo económicamente ha evolucionado, también ha experimentado cambios sustanciales en su interior. El recuerdo de lo sucedido en Chile no la ha abandonado y siente que necesita reencontrar su pasado, el barrio y la gente de entonces.
Terriblemente afectada por su trauma adolescente, ahora Artemisa es una mujer fría (aunque no tanto como ella cree) y calculadora; su deseo de vengarse por todo lo ocurrido es lo que la hace retornar y comenzar a vivir una serie de acontecimientos vitales para su futuro. Lo que no sabe es que Adriana ha decidido volver a arruinar su vida y apoderarse de su dinero, si es necesario para salvar la riqueza de los Godan, incluyendo planes para que se la declare legalmente insana y se la encierre en un hospital (con posible lobotomía incluida), o se la acuse de enriquecimiento ilícito con pruebas falsas y así Artemisa termine en una cárcel estadounidense.

## Reparto
- Claudia di Girolamo como Artemisa Mykonos[7]
- Mauricio Pešutić como Néstor Vera[7]
- Gloria Münchmeyer como Adriana Godan[7]
  - Paulina García como Adriana Godan (joven)[7]
- Cristián Campos como Hugo González[7]
- Soledad Pérez como Loreto Méndez[7]
- Edgardo Bruna como Julio Barros[7]
  - Alfredo Castro como Julio Barros (joven)[7]
- Silvia Santelices como Eva Müller[7]
  - Fedora Kliwadenko como Eva Müller (joven)[7]
- Eduardo Barril como Félix Müller[7]
  - Claudio Valenzuela como Félix Müller (joven)[7]
- Rebeca Ghigliotto como Trinidad[7]
- Roberto Poblete como Bruno Cañas[7]
- Marcelo Hernández como Klaus Müller[7]
- Walter Kliche como Constantino Mykonos[7]
- Ana González como Tuca Grande Leyton[7]
- Carmen Barros como Tuca Chica Leyton[7]
- Aníbal Reyna como Elías Godan[7]
- Ximena Vidal como Margarita
- Miguel Bravo como Antonio "Tuco" Cruces
- Grimanesa Jiménez como Gertrudis Müller
- Tennyson Ferrada como Anselmo
- Gabriela Medina como Gabriela González
- Soledad Alonso como Haydée Heredia
- Adriana Vacarezza como Márgara Müller
- Rodrigo Bastidas como Ulises Cañas
- Pilar Cox como Julia Barros
- Claudio Arredondo como Lorenzo Vera
- Gabriel Prieto como Elías Barros Jr.
- Enrique Del Valle como Nicanor Rodríguez
- Carolina Arregui como Carmen Gloria Cruces
- Luis Jara como Patricio Barros
- Valeria Schneider como Cora Cañas
- Alex Zisis como Aníbal

## Impacto cultural
En Chile, el término «peinar la muñeca» para designar a una persona demente, nació de la escena final de la telenovela, cuando Adriana Godán, interpretada por Gloria Münchmeyer, aparece en una piscina, hablando lentamente y sobre cosas incoherentes, peinando a las muñecas.